# Golfo de Panamá
El golfo de Panamá es un golfo del océano Pacífico, localizado en la costa suroriental de Panamá. Tiene una anchura de 250 km y una profundidad de 220 metros. Este golfo es la única vía marítima que conduce al Canal de Panamá desde el océano Pacífico. Por su increíble cantidad y diversidad de peces y especies marinas, el golfo de Panamá está considerado uno de los mejores lugares de pesca deportiva en el mundo.
Existen algunos golfos y bahías más pequeñas como la bahía de Panamá, el golfo de Parita y el golfo de San Miguel. En el centro del golfo  se encuentra el archipiélago de las Perlas. En sus costas se encuentran las ciudades de Ciudad de Panamá, La Palma y Chitré.